# Exhortatio
Exhortatio, ekshortacja (łac. exhortatio ‘napomnienie, przestroga’) – moralne pouczenie znajdujące się na końcu utworu żałobnego, np. trenu.
Łacińskim terminem exhortatio określa się także krótkie okolicznościowe kazanie, wygłaszane w czasie pogrzebu, lub przemowę na uroczystości z okazji rocznicy śmierci, w których mówca zachęca słuchaczy do naśladowania zmarłego; synonimem terminu exhortatio jest słowo ‘egzorta’ (mowa pogrzebowa).